# Шилова, Лариса Александровна
Лариса Александровна Шилова (род. 16 ноября 1934, Ярославль, РСФСР, СССР) — советский и российский художник кино. Член Союза художников СССР.

## Биография
Лариса Александровна Шилова родилась 16 ноября 1934 года в городе Ярославле.
В 1955 году окончила Ярославское художественное училище. Спустя несколько лет поступила на художественный факультет Всесоюзный государственный институт кинематографии (ВГИКа) (мастерская И. А. Шпинеля), который окончила в 1964 году.
В течение сорока лет, с 1955 по 1995 год, проработала на киностудии «Ленфильм». С 1968 — штатным художником-постановщиком.
Свои художественные работы выставляла на различных выставках.
- Коллективные выставки: «Осенняя» (Ленинградская организация Союза художников РСФСР) (ЛОСХ), 1987, 1988; (Санкт-Петербургский Союз художников, 1997, 1998, 1999), «Восемь художников киностудии „Ленфильм“» (Ленинградский Дом кино, 1990) и др[1].
- Персональные выставки: Летний сад (Чайный домик, 1970), кинотеатр «Колизей» (1981)[1].

## Фильмография
1. 1968 — Виринея (реж. Владимир Фетин)
2. 1969 — Белый флюгер (реж. Давид Кочарян)
3. 1971 — Киноальманах «Шутите?». Новелла «Шутите?» (реж. Валерий Чечунов)
4. 1972 — Боба и слон (ТВ) (реж. Аугуст Балтрушайтис)
5. 1973 — Где это видано, где это слыхано (ТВ) (короткометражный) (реж. Валентин Горлов)
6. 1977 — Убит при исполнении (реж. Николай Розанцев)
7. 1978 — Киноальманах «Завьяловские чудики». Новелла «Билетик на второй сеанс» (реж. Анатолий Дубинкин)
8. 1980 — Взвейтесь соколы, орлами! (реж. Николай Розанцев)
9. 1980 — День ангела (реж. Сергей Сельянов, Николай Макаров)
10. 1981 — Товарищ Иннокентий (реж. Евгений Мезенцев, Иосиф Шапиро)
11. 1982 — Варварин день (реж. Анатолий Дубинкин, Иосиф Шапиро)
12. 1982 — Людмила (реж. Валентин Морозов, Сергей Данилин)
13. 1984 — Ольга и Константин (реж. Евгений Мезенцев)
14. 1985 — Встретимся в метро (реж. Виктор Соколов)
15. 1987 — Апелляция (реж. Валерий Гурьянов)
16. 1987 — Белое проклятье (реж. Николай Ковальский)
17. 1987 — Счастливо оставаться! (короткометражный) (реж. Сергей Белошников)
18. 1990 — Панцирь (реж. Игорь Алимпиев)
19. 1991 — Белые ночи (реж. Леонид Квинихидзе)
20. 1991 — Сократ (ТВ) (совместно с Эльвирой Каратышкиной) (реж. Виктор Соколов)
21. 1994 — Русская симфония (СССР/Франция) (реж. Константин Лопушанский)